# Gefechte um Nghia Lo
Haiphong – Hanoi – Papillon – Léa – Ceinture – Route Coloniale 4 – Vĩnh Yên – Mạo Khê – Sông Đáy – Hòa Bình – Nghia Lo
– Lorraine – Nà Sản – Bretagne – Adolphe – Laos I – Atlante – Camargue – Hirondelle – Brochet – Mouette – Laos II – Điện Biên Phủ –  Mang-Yang-Pass
Während des Indochinakriegs kam es mehrmals zu signifikanten Gefechten um Nghĩa Lộ, eine Kleinstadt im nordöstlichen Hochland von Tonkin. Bei der ersten oft auch als Schlacht von Nghĩa Lộ bezeichneten Begegnung zwischen den Viet Minh und französischen Kräften gelang es den Franzosen sich in einwöchigen Gefechten erfolgreich zu verteidigen. Ein Jahr darauf wurde die Garnison in einem nächtlichen Angriff überrannt. Die daraufhin durchgeführte Rückzugsbewegung führte zu schweren Verlusten.

## Erfolgreiche Verteidigung 1951
Die Viet Minh planten unter der Propagandabezeichnung nach einem General der Ly-Dynastie benannten Ly Thuong Kiet-Kampagne den Angriff auf Nghia Lo. Dies war ein Zentrum der Minorität der Tai-Völker, welche die Franzosen zur Kooperation bewegen wollten. Die Eroberung Nghia Los sollte diese Kooperation schwächen. Ebenso sollte die Stadt als Ausgangspunkt für einen von der Guerilla kontrollierten Korridor zwischen Tonkin und Annam in der für die Kolonialtruppen schwierig zu kontrollierenden Hochlandregion werden. Zur Ausführung der Operation wurden Kräfte der 312. Infanteriedivision der Viet Minh betraut. Die Operation begann am 29. September 1951. Der Angriff begann in der Nacht vom 2. auf den 3. Oktober. Das verteidigende Tai-Bataillon unter dem Kommando französischer Offiziere konnte sich jedoch halten. Durch Heranbringung von Teilen dreier Fallschirmjägerbataillone konnte die Verteidigung stabilisiert werden. Die Viet Minh gaben die Angriffe am 10. Oktober 1951 auf.

## Französische Niederlage 1952
Nachdem ein Regiment der 312. Division am 15. Oktober 1952 einen kleinen Außenposten in Gia Hoi ausgeschaltet hatte, befürchtete die französische Führung, die Viet Minh könnten nun über Nghia Lo versuchen die Stützpunktkette der Franzosen in der Hochlandregion zu zerschlagen. Am 16. Oktober setzten sie deshalb das 6e BPC über Tu Le in der Nähe von Nghia Lo. Am 17. Oktober wurde die Garnison bei Nghia Lo jedoch von zwei Regimentern der 308. Division angegriffen. Die Garnison wurde durch den nächtlichen Angriff zerschlagen und verlor rund 700 Mann. Das 6e BPC wurde angewiesen den Rückzug der Truppen aus den umliegenden Stützpunkten zu decken. Dem Bataillon wurde dabei von der französischen Führung die Rolle einer zu opfernden Nachhut zugeordnet. Trotzdem schafften es einige Soldaten des Bataillons um ihren Kommandeur Marcel Bigeard sich in einem kämpfenden Rückzug auf französische Linien zu retten. Zahlreiche Verwundete mussten zurückgelassen werden.
Als Reaktion auf den Verlust Nghia Los und die erzwungene Aufgabe großer Teile der Hochlandregion reagierte die französische Führung mit der Opération Lorraine, welche das Ziel hatte, die Infrastruktur der Viet Minh in Tonkin zu schwächen. Ebenso bewog der Zerfall der Stützpunktkette den Oberbefehlshaber Raoul Salan dazu den Stützpunkt Na San zu verstärken was in einer erfolgreichen Verteidigungsschlacht mündete.